# 平木田駅
平木田駅（ひらきだえき）は、新潟県胎内市平木田にある、東日本旅客鉄道（JR東日本）羽越本線の駅である。

## 歴史
- 1914年（大正3年）11月1日：村上線・中条 - 村上間開業の際に新設[1]。
- 1924年（大正13年）7月31日：羽越線の駅となる。
- 1925年（大正14年）11月20日：支線となる赤谷線の開業に伴い、羽越本線の駅となる。
- 1963年（昭和38年）11月1日：貨物の取り扱い、手荷物および小荷物の配達取り扱いを廃止[1]。
- 1972年（昭和47年）9月1日：手荷物および小荷物の取り扱いを廃止[2]。無人駅となる[3]。
- 1984年（昭和59年）3月：新駅舎（現駅舎）が竣功。
- 1987年（昭和62年）4月1日：国鉄分割民営化に伴い、東日本旅客鉄道の駅となる[1]。
- 2012年（平成24年）5月1日：名誉駅長を配置[4]。

## 駅構造
単式ホーム2面2線を有する地上駅である。駅舎（東側）と両ホームは跨線橋で連絡している。以前は中線（旧2番線）も存在したが、撤去され停留所となった。
中条駅管理の無人駅となっているが、駅および駅周辺の美化活動を行うボランティアとしてJR東日本OBに名誉駅長を委嘱している。駅舎内は待合室の機能のみ有する。トイレ、自動販売機、公衆電話などがある。自動券売機はなくなり、乗車駅証明書発券機に変わっている。Suicaなどの交通系ICカードには対応していない。

### のりば
| 番線 | 路線      | 方向 | 行先             |
| ---- | --------- | ---- | ---------------- |
| 1    | ■羽越本線 | 上り | 新発田・新潟方面 |
| 2    | ■羽越本線 | 下り | 村上・酒田方面   |

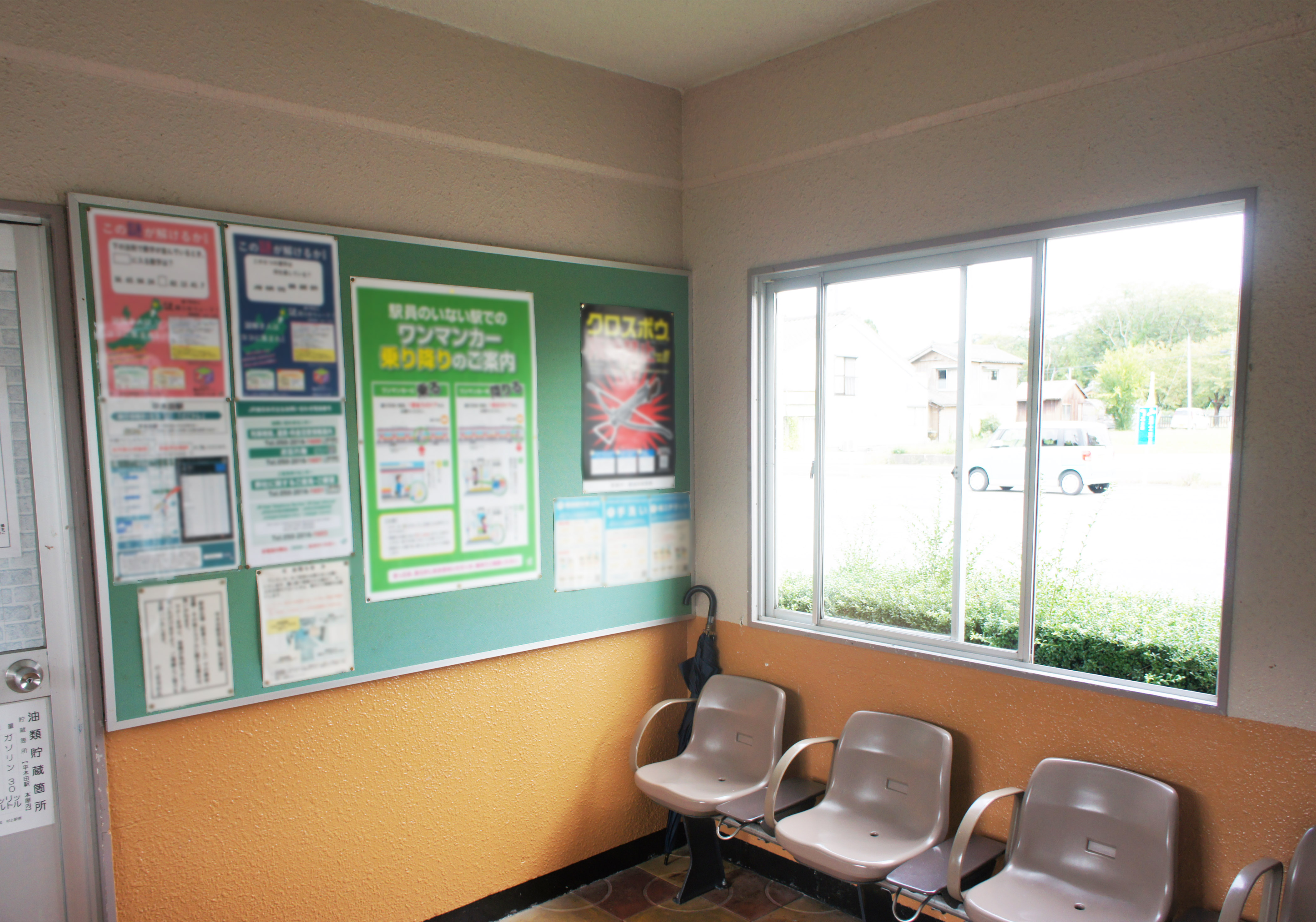
待合室（2021年9月）
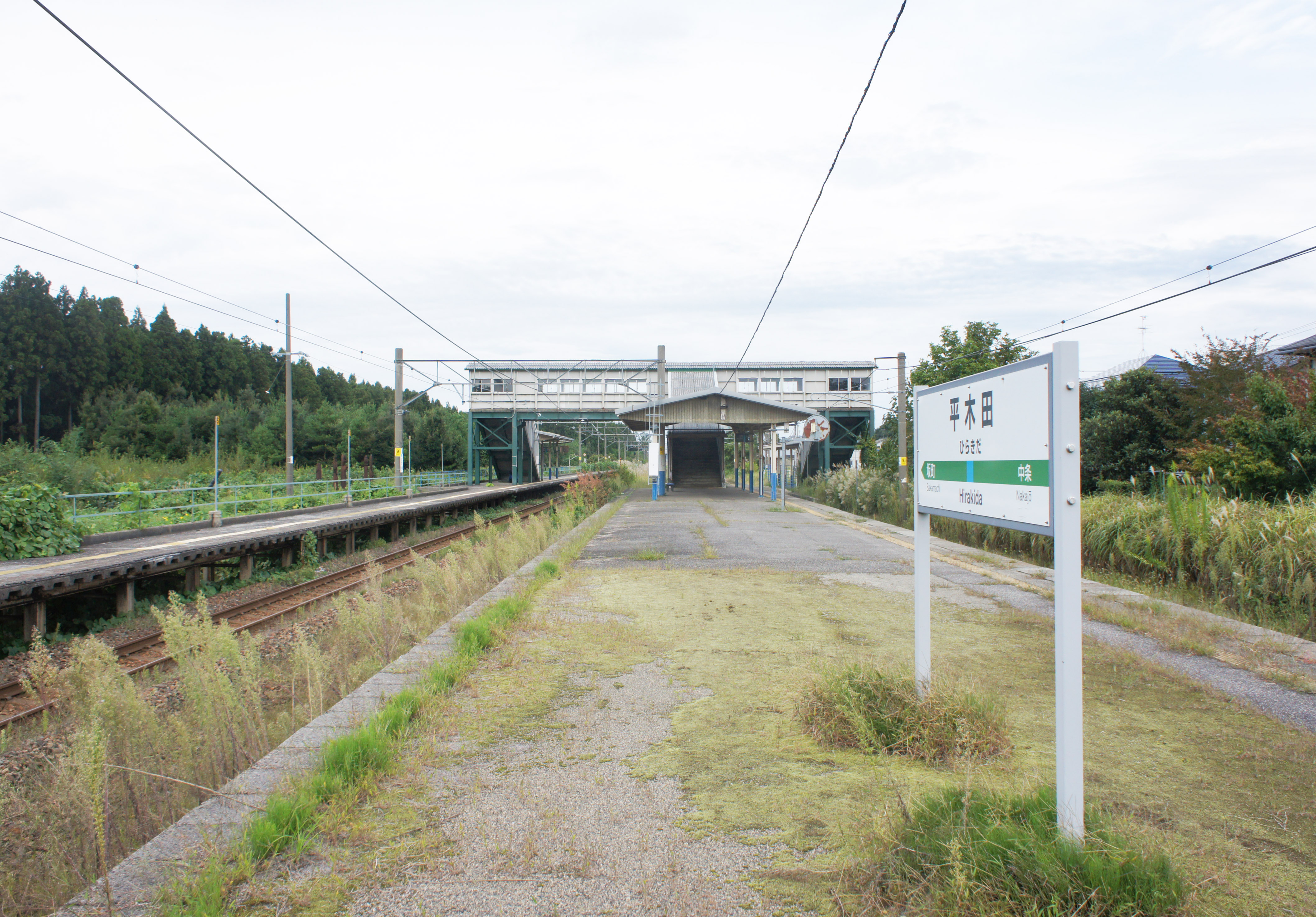
ホーム（2021年9月）

## 駅周辺
- 平木田駅前郵便局
- 乙寶寺（おっぽうじ、車で約10分）
国の重要文化財「三重塔」があり、乙まんじゅう（きのとまんじゅう）が有名。
- 韋駄天山遺跡（徒歩約10分）
国の重要文化財で、奥山荘城館遺跡のひとつ。鎌倉御家人の三浦和田氏の古墳墓がある。山といっても戦後の区画整理で斜面が削られてしまい高さは15メートルほどしかないため、丘と呼ぶほうが実情に近い。
- 韋駄天神社（徒歩約5分）  
ふもとには韋駄天神社が建てられているが、別に韋駄天を祀っているわけではなく神社の歴史も浅い。

## バス路線
当駅は胎内市ほぼ全域をカバーする予約制のりあい自動車「のれんす号」の「乙エリア」に含まれている。
また、季節限定で土・日・祝のみ運行する無料観光周遊バス「くるっと胎内」のバス停が当駅前にある。

## 隣の駅
東日本旅客鉄道（JR東日本）
■羽越本線
■快速
通過
■普通
中条駅 - 平木田駅 - 坂町駅